# 札樽自動車運輸
札樽自動車運輸株式会社（さっそんじどうしゃうんゆ）は、北海道札幌市中央区に本社を置く、国際興業系列の運送会社。通称は『さっそん』である。
北海道内を中心に、宅配・引越・貨物輸送などを展開している。なお、宅配サービスの名称は「スワロー特急便」であるが、エスラインギフが全国に展開する名前の似た物流サービスであるスワロー急便とは一切関係がない。

## 沿革
- 1948年（昭和23年）10月1日 - 設立。
- 1969年（昭和44年） - 国際興業グループに加入[2]
- 2024年（令和6年）12月25日 - 西尾運送有限会社を完全子会社化[3]

## 車両
北海道いすゞ自動車が国際興業のグループ会社である関係でいすゞ車がほとんどである。
また、塗装の塗り分けは主に緑系を採用している。

## 関連会社
- 東光運輸
- 札樽急行運輸
- 西尾運送有限会社